# Metträsket (Piteå socken, Norrbotten)
Metträsket är en sjö i Piteå kommun i Norrbotten och ingår i Byskeälvens huvudavrinningsområde. Sjön har en area på 2,2 kvadratkilometer och ligger 347 meter över havet. Metträsket ligger i Byskeälven Natura 2000-område. Sjön avvattnas av vattendraget Metträskån.

## Delavrinningsområde
Metträsket ingår i det delavrinningsområde (726710-168553) som SMHI kallar för Utloppet av Metträsket. Medelhöjden är 376 meter över havet och ytan är 9,04 kvadratkilometer. Räknas de 3 avrinningsområdena uppströms in blir den ackumulerade arean 59,57 kvadratkilometer. Metträskån som avvattnar avrinningsområdet har biflödesordning 3, vilket innebär att vattnet flödar genom totalt 3 vattendrag innan det når havet efter 137 kilometer. Avrinningsområdet består mestadels av skog (58 procent). Avrinningsområdet har 2,2 kvadratkilometer vattenytor vilket ger det en sjöprocent på 24,3 procent.